# Falenica WKD
Falenica WKD – zlikwidowany przystanek kolejowy wraz z ładownią na nieistniejącej linii Kolei Jabłonowskiej.
Przystanek zlokalizowany był w Falenicy, przy ul. Obszarowej 17. Po likwidacji kolei budynek stacji adaptowano do innych celów, a wieżę wodną rozebrano.